# Music Bar
Music Bar je v pořadí šesté studiové album české hudební skupiny Chinaski, vydané v roce 2005.
Album bylo velmi kladně přijato. Pouhý den po oficiálním uvedení na trh se album stalo s více než třiadvaceti tisíci prodanými nosiči platinovým a po pouhém týdnu se stala nejprodávanější deskou v ČR. Tato deska a píseň Tabáček obsadila první místa v několika hitparádách.
Album se stalo nejprodávanějším albem roku 2005 s více než 57 000 prodanými kusy. I v roce 2006 se drželo na předních místech prodejů v ČR. V únoru 2006 byla kapela nominována na výroční ceny akademie populární hudby: v kategoriích Skladba roku, Skupina roku a Nejlepší rocková deska.
Jako propagační text k němu bylo uváděno na stránkách Popronu: "Jedno z nejočekávanějších domácích alb podzimu, sympatický Musicbar, je nabídkou spektra hudebních nálad, emocí i hitových koktejlů a je bezesporu nejvyzrálejším, ale zároveň nejhitovějším albem v historii kapely. Tabáček, Vrchlabí či Tajnej pláč jsou předurčeny ke zlidovění. Písně jako bigbandové Skončili jsme nebo etnická Asie jsou nečekanými ozdobami alba. Rockově nabroušený Serotonin i hektickou dobu deklamující Vedoucí zas vyniknou na koncertech. Vítejte v Musicbaru!"
Ondřej Fencl z Hospodářských novin k němu uvedl: "Dva tři hity, jeden ultrahit, pár skočných odkazů k rockové minulosti a zbytek, který nepopudí a leckdy pohladí."
Vladimír Vlasák z iDNES.cz napsal: "...Music Bar působí jako dílna na hity, která sice dosahuje výsledků, ale ještě hledá vyšší kvalitu."
Na serveru MIX.CZ jej redaktoři hodnotili takto: "Deska, která by měla obsahovat příbalový leták: Doporučené použití jako antidepresivum. Varování: Při nedodržení předpisu hrozí návykovost a předávkování."

## Seznam skladeb
| Zdroj:         | Zdroj:            | Zdroj: |
| Pořadí         | Název             | Délka  |
| -------------- | ----------------- | ------ |
| 1.             | Music Bar (intro) | 0:57   |
| 2.             | Beaty & rýmy      | 4:21   |
| 3.             | Tabáček           | 3:26   |
| 4.             | Tichej pláč       | 3:42   |
| 5.             | Stále líp         | 4:30   |
| 6.             | Serotonin         | 3:04   |
| 7.             | Asie              | 3:51   |
| 8.             | Bylo-nebylo       | 3:29   |
| 9.             | Vedoucí           | 3:21   |
| 10.            | Svítá             | 3:28   |
| 11.            | 7. pád            | 3:43   |
| 12.            | Game Is Over      | 3:02   |
| 13.            | Vrchlabí          | 3:54   |
| 14.            | Skončili jsme     | 3:17   |
| 15.            | Music Bar (Outro) | 1:05   |
| Celková délka: | Celková délka:    | 49:17  |

## Chinaski
- Michal Malátný (kytara, zpěv)
- Pavel Grohman (bicí)
- František Táborský (sólová kytara, zpěv)
- Ondřej Škoch (kytara, baskytara)
- Štěpán Škoch (saxofon, zpěv)
- Petr Kužvart (trumpeta, zpěv)